# Demarcatielijst
Een demarcatielijst is een lijst met bouwkundige en installatie-technische zaken die tot een gehuurde woning of bedrijfsruimte behoren en waarover afspraken worden gemaakt voor wiens verantwoording onderhoud (zoals klachtenonderhoud) aan deze zaken wordt uitgevoerd. Een demarcatielijst hoort onlosmakelijk tot het contractstuk (de huurovereenkomst) dat verhuurder en huurder gezamenlijk ondertekenen.

## Sociale huur
In de sociale huurwoning is het onderhoud aan de hoofddraagconstructie, de buitenzijde (gevels en daken) en de belangrijkste installaties en sanitaire voorzieningen altijd voor rekening van de woningcorporatie (mits dit onderhoud voortvloeit uit normale veroudering van de bouwkundige of installatie-technische elementen). De demarcatie  is in de sociale verhuur dan ook heel beperkt en van een echte demarcatielijst is nauwelijks sprake. Er zijn wel zaken waarin onderscheid wordt gemaakt en die tot de demarcatie behoren. De zaken die voor rekening van de huurder komen zijn beperkt en betreffen vooral:
- binnenschilderwerk aan de binnenzijde van de kozijnen en aan alle zaken in de woning die geschilderd moeten zijn;
- eenvoudige klussen die beperkt blijven tot het hanteren van een schroevendraaier zoals loszittende wc-bril, deurkruk en andere kleinigheden;
- eenvoudige klussen die beperkt blijven tot het vervangen van zeer kleine en goedkope onderdelen zoals een kraanleertje.

Daarnaast wordt een bijdrage gevraagd van de huurder (op basis van een onderhoudscontract) voor de 24-uurs service (buiten de reguliere werktijden wat voor rekening van de verhuurder komt) bij klachten inzake:
- verwarmings- en ventilatiesystemen;
- glasbreuk;
- sloten en sleutels.

## Huur van bedrijfsruimte
In de verhuur van bedrijfsruimte is het zogenaamde ROZ-contract een gangbare huurovereenkomst. Aan het ROZ-contact wordt een demarcatielijst gekoppeld waarin alle bouwkundige en installatie-technische elementen worden benoemd en waarvan achter elk element wordt aangegeven wie verantwoordelijk is voor:
- reiniging;
- inspectie en/of keuring;
- onderhoud (klachten en storingen);
- herstel (beschadiging en/of uitval);
- vernieuwing (renovatie van het element);